# Клей (окръг, Южна Дакота)
Вижте пояснителната страница за други населени места с името Клей.
Окръг Клей (на английски: Clay County) е окръг в щата Южна Дакота, Съединени американски щати. Площта му е 1080 km², а населението - 13 990 души (2017). Административен център е град Върмилиън.